# قرشيات سجادية
تعد أسماك قرش السجاد هي رتبة، أوريكتولوبيفورمس (Orectolobiformes)، من أسماك القرش، تمت تسميتها بهذا الاسم نظرًا لوجود أعداد كبيرة منها لها أنماط مزخرفة تذكرنا بزخرفة السجاجيد. وأحيانًا يتم استخدام مصطلح «قرش السجاد» بالتبادل مع الـ وبيجونج (wobbegong)، وهي أيضًا مجموعة متفرعة من هذه الرتبة.
ويمتلك قرش السجاد اثنتين من الزعانف الظهرية دون وجود أشواك، بالإضافة إلى فم صغير يقع في مقدمة العيون. ولدى العديد منها بربل(زوائد متدلية من فم السمكة) وشقوق خيشومية صغيرة، حيث يتداخل الشق الخامس مع الشق الرابع. ويميل الفص العلوي من الزعنفة الذيلية إلى أن يصطف معظمه إلى جانب الجسم، بينما يكون الفص السفلي غير مُطور في نفس الاتجاه.

## التصنيف
تعتبر الرتبة صغيرةً، حيث تشمل حوالي ثلاثة وأربعين نوعا (تصنيف) فقط يقع في سبع فصائل تقع في ثلاثة عشر جنسًا:
رتبة الأوريكتولوبيفورمس (Orectolobiformes)
- فصيلة أسماك بلاتشيلوريدي (Brachaeluridae) أبلغيت (القروش الكفيفة)
  - جنس أسماك بلاتشيلوراس (Brachaelurus) أوجيلبي، 1908
    - بلاتشيلوراس وودي (Brachaelurus waddi) (بلوخ وجاي جي. شنايدر، 1801) (القروش الكفيفة)

  - جنس أسماك هيتروسيليام (Heteroscyllium) ريغان، 1908
    - هيتروسيليام كولكلوغي (Heteroscyllium colcloughi) (أوجيلبي، 1908) (قرش السجاد الأزرق الرمادي)
- فصيلة أسماك جينجليموستوماتيدي (Ginglymostomatidae) جيل، 1862 (القرش المُمَرضة)
  - جنس أسماك جينجليموستوما (Ginglymostoma) جاي بي مولر وهنلي، 1837
    - جينجليموستوما سيراتوم (Ginglymostoma cirratum) بوناتير، 1788 (القرش المُمَرضة)

  - جنس أسماك نيبرياس (Nebrius) روبيل، 1837
    - نيبرياس فيروجينياس (Nebrius ferrugineus) (ليسون، 1831) (القرش المُمَرضة البُنية المصفرة)

  - جنس أسماك سيدوجينجليموستوما (Pseudoginglymostoma) دينجيركاس، 1986
    - سيدوجينجليموستوما بريفيكوداتوم (Pseudoginglymostoma brevicaudatum) (غونثر، 1867) (القرش المُمَرضة قصيرة الذيل)
- فصيلة أسماك هيميسيلايدي (Hemiscylliidae) جيل، 1862 (قروش البامبو)
  - جنس أسماك تشيلوسيليام (Chiloscyllium) جاي بي مولر وهنلي، 1837
    - تشيلوسيليام أرابيكوم (Chiloscyllium arabicum) غوبانوف، 1980 (قروش السجاد العربية)
    - تشيلوسيليام بورمينسيس (Chiloscyllium burmensis) دينجيركاس وديفينو، 1983 (قروش البامبو البورمية)
    - تشيلوسيليام كيرولوبينتاتوم (Chiloscyllium caerulopunctatum) بيليغرين، 1914 (قروش البامبة المرقطة باللون الأزرق)
    - تشيلوسيليام جريزيام (Chiloscyllium griseum) جاي بي مولر وهنلي، 1838 (قروش البامبو الرمادية)
    - تشيلوسيليام هاسيلتي (Chiloscyllium hasseltii) بليكر، 1852 (قرش بامبو هاسيلت)
    - تشيلوسيليام إنديكام (Chiloscyllium indicum) (جاي إف جملين، 1789) (قروش البامبو الرفيعة)
    - تشيلوسيليام بلاجيوزم (Chiloscyllium plagiosum) (مجهول، يُشار إلى بينيت، 1830) (قروش البامبو المرقطة باللون الأبيض)
    - تشيلوسيليام بانتاتوم (Chiloscyllium punctatum) جاي بي مولر وهنلي، 1838 (قروش البامبو المزينة بطوقٍ بني)

  - جنس أسماك هيميسيليام (Hemiscyllium) جاي بي مولر وهنلي، 1837
    - هيميسيليام فريسينيتي (Hemiscyllium freycineti) (كوي وجيمارد، 1824)(قروش السجاد الإندونيسية المرقطة)
    - هيميسيليام جالي (Hemiscyllium galei) جي آر ألن وإردمان، 2008[2]
    - هيميسيليام هالسترومي (Hemiscyllium hallstromi) وايتلي، 1967 (القروش الكتفية البابوانية)
    - هيميسيليام هينراي (Hemiscyllium henryi) جي آر ألن وإردمان، 2008[2]
    - هيميسيليام ميتشيلي (Hemiscyllium michaeli) جي آر ألن ودودجين، 2010[3] (القروش الكتفية لخليج ميلن)
    - هيميسيليام أوسيليتيم (Hemiscyllium ocellatum) (بوناتير، 1788) (القروش الكتفية)
    - هيميسيليام ستراهاني (Hemiscyllium strahani) وايتلي، 1967 (قروش السجاد ذات الغطاء)
    - هيميسيليام تريسبيكيولار (Hemiscyllium trispeculare) جاي ريتشاردسون، 1843 (قروش السجاد المرقطة)
- فصيلة أسماك أوريكتوليبيدي (Orectolobidae) جيل، 1896 (قروش الوبيجونج)
  - جنس أسماك يوكروسوريناس (Eucrossorhinus) ريغان، 1908
    - يوكروسوريناس داسيبوجون (Eucrossorhinus dasypogon) (بليكر، 1867) (أسماك الوبيجونج المزينة)

  - جنس أسماك أوريكتولوباس (Orectolobus) بونابرت، 1834
    - أوريكتولوباس فلوريداس لاست وشيدلو، 2008 (أسماك الوبيجونج المزينة الزهرية)
    - أوريكتولوباس هالي (Orectolobus halei) وايتلي، 1940.[4]
    - أوريكتولوباس هوتشينسي (Orectolobus hutchinsi) لاست، شيدلو وكومباجنو، 2006.[5] (أسماك الوبيجونج الغربية)
    - أوريكتولوباس جابونيكاس (Orectolobus japonicus) ريغان، 1906 (أسماك الوبيجونج اليابانية)
    - أوريكتولوباس ليبتولينيتاس (Orectolobus leptolineatus) لاست، بوجونوسكي ودبليو تي وايت، 2010 (أسماك الوبيجونج الإندونيسية)
    - أوريكتولوباس ماكيوليتيس (Orectolobus maculatus) (بوناتير، 1788) (أسماك الوبيجونج المرقطة)
    - أوريكتولوباس أورنيتاس (Orectolobus ornatus) (دي فيس، 1883) (أسماك الوبيجونج المزخرفة)
    - أوريكتولوباس بارفيماكيولاتيس (Orectolobus parvimaculatus) لاست وشيدلو، 2008 (أسماك الوبيجونج الصغيرة المرقطة)
    - أوريكتولوباس ريتيكيوليتاس (Orectolobus reticulatus) لاست، بوجونوسكي ودبليو تي وايت، 2008 (أسماك الوبيجونج الشبكية)
    - أوريكتولوباس ووردي وايتلي، 1939 (أسماك الوبيجونج الشمالية)

  - جنس سيوتوريكتاس (Sutorectus) وايتلي، 1939
    - سيوتوريكتاس تينتاكيولاتاس (Sutorectus tentaculatus) (دبليو كيه إتش بيترز، 1864) (أسماك الوبيجونج الإسكافية)
- فصيلة أسماك باراسيلايدي (Parascylliidae) جيل، 1862 (قروش السجاد ذات الطوق)
  - جنس أسماك سيرهوسيليام (Cirrhoscyllium) إتش إم سميث ورادكليف، 1913
    - سيرهوسيليام إكسبوليتام (Cirrhoscyllium expolitum) إتش إم سميث ورادكليف، 1913 (أسماك قرش السجاد ذات بربل الحنجرة )
    - سيرهوسيليام فورموسانام (Cirrhoscyllium formosanum) تنغ، 1959 (أسماك قرش السجاد التايوانية ذات السرج)
    - سيرهوسيليام جابونيكام (Cirrhoscyllium japonicum) كاموهارا، 1943 (أسماك قرش السجاد ذات السرج)

  - جنس أسماك باراسيليام (Parascyllium) جيل، 1862
    - باراسيليام كولار (Parascyllium collare) إي بي رامزي وأوجيلبي، 1888 (قروش السجاد ذات الطوق)
    - باراسيليام إيلونجتام (Parascyllium elongatum) لاست وستيفنز، 2008 (قروش السجاد المطولة)
    - باراسيليام فيروجينيوم (Parascyllium ferrugineum) مكلوتش، 1911 (قروش السجاد بلون الصدأ)
    - باراسيليام سبارسيماكيولاتام (Parascyllium sparsimaculatum) تي جوتو ولاست، 2002 (قروش السجاد بنية اللون)
    - باراسيليام فاريولاتام (Parascyllium variolatum) (إيه إتش إيه ديوميريل، 1853) (قروش السجاد ذات القلادة)
- فصيلة أسماك رينكودونتيدي (Family Rhincodontidae) (جاي بي مولر وهنلي، 1839) (قرش الحوت)
  - جنس أسماك رينكودون (Rhincodon) إيه سميث، 1828
    - رينكودون تايبوس (Rhincodon typus) إيه سميث، 1828 (قرش الحوت)
- فصيلة أسماك ستيجوستوماتيدي (Family Stegostomatidae) جيل، 1862 (القرش شبيه الحمار الوحشي)
  - جنس أسماك ستيجوستوما (Stegostoma) جاي بي مولر وهنلي، 1837
    - ستيجوستوما فاسييتام (Stegostoma fasciatum) (هيرمان، 1783) (القرش شبيه الحمار الوحشي)

## وصلات خارجية
- Reefquest page on carpet sharks
- FishBase page on Orectolobiformes
- http://www.elasmo-research.org/education/topics/d_checklist.htm